# Danuta Bartosz
Danuta Marianna Bartosz (ur. 15 stycznia 1932 w Piotrkowie Trybunalskim) – polska zootechnik, poseł na Sejm PRL VII kadencji.

## Życiorys
Uzyskała wykształcenie wyższe na Wydziale Zootechnicznym Wyższej Szkoły Rolniczej we Wrocławiu. Pracowała jako zastępca dyrektora w Zespole Tuczarń Trzody Chlewnej w Dobiegniewie. W latach 1961–1965 była radną Miejskiej Rady Narodowej w Dobiegniewie, a w latach 1965–1976 radną Wojewódzkiej Rady Narodowej w Zielonej Górze. W 1976 uzyskała mandat posła na Sejm PRL w okręgu Gorzów Wielkopolski. Zasiadała w Komisji Rolnictwa i Przemysłu Spożywczego oraz w Komisji Handlu Wewnętrznego, Drobnej Wytwórczości i Usług, w której była zastępcą przewodniczącego.

## Odznaczenia
- Srebrny Krzyż Zasługi
- Medal 30-lecia Polski Ludowej
- Odznaka „Zasłużony Pracownik Rolnictwa”
- Odznaka „Zasłużony dla Rozwoju Województwa Zielonogórskiego”